# Diecezja Reno
Diecezja Reno (łac. Dioecesis Renensis, ang. Diocese of Reno) jest diecezją Kościoła rzymskokatolickiego w metropolii Las Vegas w Stanach Zjednoczonych w północnej części stanu Nevada. 

## Historia
Diecezja została kanonicznie erygowana 27 marca 1931 roku przez papieża Piusa XI. Wyodrębniono ją z diecezji Sacramento i diecezji Salt Lake City. Pierwszym ordynariuszem został dotychczasowy kapłan diecezji Monterey-Los Angeles Thomas Kiely Gorman (1892-1980). Do 21 marca 1995 obejmowała swym terytorium cały stan Nevada. Wówczas powołana została do istnienia nowa diecezja Las Vegas. W latach 1976–1995 diecezja nosiła nazwę diecezja Reno-Las Vegas. W 2023 zmieniono jej przynależność metropolitalną z San Francisco na Las Vegas 

## Biskupi diecezjalni
- Thomas Kiely Gorman (1931–1952)
- Robert Joseph Dwyer (1952–1967)
- Michael Joseph Green (1967–1974)
- Norman Francis McFarland (1974–1986)
- Daniel Francis Walsh (1986–1995)
- Phillip Straling (1995–2005)
- Randolph Calvo (2006–2021)
- Daniel Mueggenborg (od 2021)